# Großer Preis von Belgien 1968
Der Große Preis von Belgien 1968 (offiziell XXVIII Grand Prix de Belgique) fand am 9. Juni auf dem Circuit de Spa-Francorchamps in Spa statt und war das vierte Rennen der Automobil-Weltmeisterschaft 1968.

## Berichte

### Hintergrund
Nachdem Lotus beim Großen Preis von Monaco zwei Wochen zuvor als erstes Team mit aerodynamischen Flügeln an den Rennwagen angetreten war, erschienen zum Lauf in Belgien einige weitere Teams mit ähnlichen Modifikationen. Dazu gehörte auch die Scuderia Ferrari. Nachdem man den Monaco-GP komplett ausgelassen hatte, wurden nun wieder zwei Werkswagen für das Rennwochenende gemeldet, wobei der von Chris Amon mit deutlich umfangreicheren Flügeln ausgestattet war, als der Wagen von Jacky Ickx.
Jackie Stewart konnte nach seiner verletzungsbedingten Pause wieder für das Matra-Kundenteam von Ken Tyrrell antreten. Lucien Bianchi ersetzte bei Cooper den Werksfahrer Ludovico Scarfiotti, der am selben Wochenende in Deutschland an einem Bergrennen teilnehmen wollte, allerdings im Training zu diesem tödlich verunglückte und somit bereits der dritte Stammfahrer der Formel 1 war, der in diesem Jahr starb.
Dan Gurney und Denis Hulme kehrten nach einer erfolgreichen Teilnahme am Indianapolis 500 aus den USA zurück, um beim Großen Preis von Belgien antreten zu können.

### Training
Am Freitag erzielte Chris Amon mit einem Vorsprung von nahezu vier Sekunden die schnellste Rundenzeit, was sofort zumindest teilweise den neuen aerodynamischen Hilfsmitteln zugeschrieben wurde. Stewart im Matra und Ickx im zweiten Ferrari qualifizierten sich ebenfalls für die erste Startreihe. John Surtees und Denis Hulme folgten in Reihe zwei vor Bruce McLaren, Piers Courage und Pedro Rodríguez. Beide Lotus-Werksfahrer hatten mit Problemen zu kämpfen und konnten sich deshalb nur für hintere Startplätze qualifizieren.
Da es während der Trainingseinheiten am Samstag regnete, wurden die Freitags-Zeiten nicht mehr unterboten und zählten somit für die Startaufstellung.

### Rennen
Das Rennen fand zwar bei starker Bewölkung, jedoch bei Trockenheit statt. Amon übernahm zunächst die Führung vor seinem Teamkollegen Ickx sowie Surtees und Hulme. Am Ende der zweiten Runde übernahm Surtees die Spitzenposition. Zahlreiche Piloten schieden unterdessen bereits während der ersten Umläufe aufgrund von technischen Schwierigkeiten aus.
In der siebten Runde kam Brian Redman wegen eines Aufhängungsschadens von der Strecke ab. Sein Cooper rutschte über eine Barriere, krachte in ein geparktes Fahrzeug und fing Feuer. Redman konnte mit einem gebrochenen Arm und leichten Verbrennungen entkommen. Wenig später schied Amon wegen eines defekten Kühlers und unmittelbar danach auch der führende Surtees wegen eines Aufhängungsproblems aus. Dadurch gelangte Hulme in die Führungsposition, wurde jedoch kurz darauf von Stewart überholt. Die beiden duellierten sich mehrere Runden um die Spitze, bis Hulme wegen eines Getriebeproblems aufgeben musste.
In der letzten Runde lag Stewart rund eine halbe Minute vor dem zweitplatzierten McLaren, als ihm das Benzin ausging. Er rollte an die Box und wurde aufgrund seiner zurückgelegten Distanz noch als Vierter hinter McLaren, Rodríguez und Ickx gewertet.
Es war der erste Sieg für das Team McLaren sowie der vierte und letzte Sieg für dessen Teamchef McLaren sowie auch der erste Sieg für ihn seit 1962. Ickx erreichte bei seinem Heimrennen den ersten Podiumsplatz seiner Formel-1-Karriere.

## Meldeliste
| Team                          | Nr. | Fahrer               | Chassis             | Motor                    | Reifen |
| ----------------------------- | --- | -------------------- | ------------------- | ------------------------ | ------ |
| Gold Leaf Team Lotus          | 01  | Graham Hill          | Lotus 49B           | Ford Cosworth DFV 3.0 V8 | F      |
| Gold Leaf Team Lotus          | 02  | Jackie Oliver        | Lotus 49B           | Ford Cosworth DFV 3.0 V8 | F      |
| Rob Walker Racing             | 03  | Joseph Siffert       | Lotus 49            | Ford Cosworth DFV 3.0 V8 | F      |
| Bruce McLaren Motor Racing    | 05  | Bruce McLaren        | McLaren M7A         | Ford Cosworth DFV 3.0 V8 | G      |
| Bruce McLaren Motor Racing    | 06  | Denis Hulme          | McLaren M7A         | Ford Cosworth DFV 3.0 V8 | G      |
| Matra International (Tyrrell) | 07  | Jackie Stewart       | Matra MS10          | Ford Cosworth DFV 3.0 V8 | D      |
| Matra Sports                  | 10  | Jean-Pierre Beltoise | Matra MS11          | Matra MS9 3.0 V12        | D      |
| Owen Racing Organisation      | 11  | Pedro Rodríguez      | BRM P133            | BRM P142 3.0 V12         | G      |
| Owen Racing Organisation      | 12  | Richard Attwood      | BRM P126            | BRM P142 3.0 V12         | G      |
| Reg Parnell Racing            | 14  | Piers Courage        | BRM P126            | BRM P142 3.0 V12         | G      |
| Cooper Car Company            | 15  | Lucien Bianchi       | Cooper T86B         | BRM P142 3.0 V12         | G      |
| Cooper Car Company            | 16  | Brian Redman         | Cooper T86B         | BRM P142 3.0 V12         | G      |
| Joakim Bonnier Racing Team    | 17  | Joakim Bonnier       | McLaren M5A         | BRM P142 3.0 V12         | G      |
| Brabham Racing Organisation   | 18  | Jack Brabham         | Brabham BT26        | Repco 860 3.0 V8         | G      |
| Brabham Racing Organisation   | 19  | Jochen Rindt         | Brabham BT26        | Repco 860 3.0 V8         | G      |
| Honda Racing                  | 20  | John Surtees         | Honda RA301         | Honda RA301E 3.0 V12     | F      |
| Scuderia Ferrari SpA SEFAC    | 22  | Chris Amon           | Ferrari 312 (67/68) | Ferrari 242 3.0 V12      | F      |
| Scuderia Ferrari SpA SEFAC    | 23  | Jacky Ickx           | Ferrari 312 (67/68) | Ferrari 242 3.0 V12      | F      |

## Klassifikationen

### Startaufstellung
| Pos. | Fahrer               | Konstrukteur   | Zeit       | Ø-Geschwindigkeit | Start |
| ---- | -------------------- | -------------- | ---------- | ----------------- | ----- |
| 01   | Chris Amon           | Ferrari        | 3:28,6     | 243,337 km/h      | 01    |
| 02   | Jackie Stewart       | Matra-Ford     | 3:32,3     | 239,096 km/h      | 02    |
| 03   | Jacky Ickx           | Ferrari        | 3:34,3     | 236,864 km/h      | 03    |
| 04   | John Surtees         | Honda          | 3:35,0     | 236,093 km/h      | 04    |
| 05   | Denis Hulme          | McLaren-Ford   | 3:35,4     | 235,655 km/h      | 05    |
| 06   | Bruce McLaren        | McLaren-Ford   | 3:37,1     | 233,809 km/h      | 06    |
| 07   | Piers Courage        | B.R.M.         | 3:37,2     | 233,702 km/h      | 07    |
| 08   | Pedro Rodríguez      | B.R.M.         | 3:37,8     | 233,058 km/h      | 08    |
| 09   | Joseph Siffert       | Lotus-Ford     | 3:39,0     | 231,781 km/h      | 09    |
| 10   | Brian Redman         | Cooper-B.R.M.  | 3:41,4     | 229,268 km/h      | 10    |
| 11   | Richard Attwood      | B.R.M.         | 3:45,2     | 225,400 km/h      | 11    |
| 12   | Lucien Bianchi       | Cooper-B.R.M.  | 3:45,9     | 224,701 km/h      | 12    |
| 13   | Jean-Pierre Beltoise | Matra          | 3:52,9     | 217,948 km/h      | 13    |
| 14   | Graham Hill          | Lotus-Ford     | 4:06,1     | 206,258 km/h      | 14    |
| 15   | Jackie Oliver        | Lotus-Ford     | 4:30,8     | 187,445 km/h      | 15    |
| 16   | Joakim Bonnier       | McLaren-B.R.M. | 4:34,3     | 185,053 km/h      | 16    |
| 17   | Jochen Rindt         | Brabham-Repco  | 4:46,7     | 177,049 km/h      | 17    |
| 18   | Jack Brabham         | Brabham-Repco  | keine Zeit | –                 | 18    |

### Rennen
| Pos. | Fahrer               | Konstrukteur   | Runden | Stopps | Zeit       | Start | Schnellste Runde |
| ---- | -------------------- | -------------- | ------ | ------ | ---------- | ----- | ---------------- |
| 01   | Bruce McLaren        | McLaren-Ford   | 28     | 0      | 1:40:02,1  | 06    |                  |
| 02   | Pedro Rodríguez      | B.R.M.         | 28     | 0      | + 12,1     | 08    |                  |
| 03   | Jacky Ickx           | Ferrari        | 28     | 0      | + 39,6     | 03    |                  |
| 04   | Jackie Stewart       | Matra-Ford     | 27     | 1      | DNF        | 02    |                  |
| 05   | Jackie Oliver        | Lotus-Ford     | 26     | 1      | DNF        | 15    |                  |
| 06   | Lucien Bianchi       | Cooper-B.R.M.  | 26     | 0      | + 2 Runden | 12    |                  |
| 07   | Joseph Siffert       | Lotus-Ford     | 25     | 0      | DNF        | 09    |                  |
| 08   | Jean-Pierre Beltoise | Matra          | 25     | 0      | + 3 Runden | 13    |                  |
| –    | Piers Courage        | B.R.M.         | 22     | 0      | DNF        | 07    |                  |
| –    | Denis Hulme          | McLaren-Ford   | 18     | 0      | DNF        | 05    |                  |
| –    | John Surtees         | Honda          | 11     | 0      | DNF        | 04    | 3:30,5 (05.)     |
| –    | Chris Amon           | Ferrari        | 8      | 0      | DNF        | 01    |                  |
| –    | Brian Redman         | Cooper-B.R.M.  | 6      | 0      | DNF        | 10    |                  |
| –    | Richard Attwood      | B.R.M.         | 6      | 0      | DNF        | 11    |                  |
| –    | Jack Brabham         | Brabham-Repco  | 6      | 0      | DNF        | 18    |                  |
| –    | Graham Hill          | Lotus-Ford     | 5      | 0      | DNF        | 14    |                  |
| –    | Jochen Rindt         | Brabham-Repco  | 5      | 0      | DNF        | 17    |                  |
| –    | Joakim Bonnier       | McLaren-B.R.M. | 1      | 0      | DNF        | 16    |                  |

## WM-Stände nach dem Rennen
Die ersten sechs des Rennens bekamen 9, 6, 4, 3, 2, 1 Punkte. Die besten fünf Ergebnisse der ersten sechs und der zweiten sechs Rennen zählten zur Meisterschaft. In der Konstrukteurswertung zählten dabei nur die Punkte des bestplatzierten Fahrers eines Teams.

### Fahrerwertung
| Pos. | Fahrer                | Konstrukteur  | Punkte |
| ---- | --------------------- | ------------- | ------ |
| 01   | Graham Hill           | Lotus-Ford    | 24     |
| 02   | Denis Hulme           | McLaren-Ford  | 10     |
| 03   | Bruce McLaren         | McLaren-Ford  | 9      |
| 04   | Jim Clark †           | Lotus-Ford    | 9      |
| 05   | Pedro Rodríguez       | B.R.M.        | 6      |
| 06   | Richard Attwood       | B.R.M.        | 6      |
| 07   | Ludovico Scarfiotti † | Cooper-B.R.M. | 6      |
| 08   | Lucien Bianchi        | Cooper-B.R.M. | 5      |
| 09   | Jacky Ickx            | Ferrari       | 4      |
| 10   | Jochen Rindt          | Brabham-Repco | 4      |
| 11   | Brian Redman          | Cooper-B.R.M. | 4      |
| 12   | Jackie Stewart        | Matra-Ford    | 3      |
| 13   | Chris Amon            | Ferrari       | 3      |
| 14   | Jean-Pierre Beltoise  | Matra-Ford    | 3      |
| 15   | Jackie Oliver         | Lotus-Ford    | 2      |

| Pos. | Fahrer              | Konstrukteur                     | Punkte |
| ---- | ------------------- | -------------------------------- | ------ |
| 16   | Joseph Siffert      | Lotus-Ford / Cooper-Maserati     | 0      |
| 17   | John Surtees        | Honda                            | 0      |
| 18   | John Love           | Brabham-Repco                    | 0      |
| –    | Jackie Pretorius    | Brabham-Climax                   | 0      |
| –    | Dan Gurney          | Eagle-Weslake                    | 0      |
| –    | Joakim Bonnier      | McLaren-B.R.M. / Cooper-Maserati | 0      |
| –    | Sam Tingle          | LDS-Repco                        | 0      |
| –    | Basil van Rooyen    | Cooper-Climax                    | 0      |
| –    | Jack Brabham        | Brabham-Repco                    | 0      |
| –    | Andrea de Adamich   | Ferrari                          | 0      |
| –    | Mike Spence †       | B.R.M.                           | 0      |
| –    | Dave Charlton       | Brabham-Repco                    | 0      |
| –    | Piers Courage       | B.R.M.                           | 0      |
| –    | Johnny Servoz-Gavin | Matra-Ford                       | 0      |

### Konstrukteurswertung
| Pos. | Konstrukteur  | Punkte |
| ---- | ------------- | ------ |
| 01   | Lotus-Ford    | 29     |
| 02   | McLaren-Ford  | 17     |
| 03   | B.R.M.        | 12     |
| 04   | Cooper-B.R.M. | 9      |
| 05   | Ferrari       | 7      |
| 06   | Matra-Ford    | 6      |
| 07   | Brabham-Repco | 4      |

| Pos. | Konstrukteur    | Punkte |
| ---- | --------------- | ------ |
| 08   | McLaren-B.R.M.  | 2      |
| 09   | Cooper-Maserati | 0      |
| 10   | Honda           | 0      |
| –    | Brabham-Climax  | 0      |
| –    | Eagle-Weslake   | 0      |
| –    | LDS-Repco       | 0      |